# Verbascum napifolium
Verbascum napifolium är en flenörtsväxtart som beskrevs av Pierre Edmond Boissier. Verbascum napifolium ingår i släktet kungsljus, och familjen flenörtsväxter. Inga underarter finns listade i Catalogue of Life.